# ダンジョンズ&ドラゴンズ ダンジョン・コマンド
「ダンジョンズ&ドラゴンズ ダンジョン・コマンド」(Dungeons & Dragons Dungeon Command)は、2012年にウィザーズ・オブ・ザ・コーストから発売されたボードゲームである。

## 概要
「ダンジョン・コマンド」は互いに組み合わせることを意図している別々のパックに来るボードゲームである。背景設定は「ダンジョンズ&ドラゴンズ」のものを元にしている。
日本国内ではホビージャパンが日本語ルールを付属して販売している。

## ゲームプレイ
「ダンジョン・コマンド」は2〜4人で遊べる競争のミニチュアゲームであり、カードシステムを扱って戦術的局面のゲームをプレイする。

## コンテンツ
ひとつのスターター・セットの箱には12体の塗装済みキャラクター・ミニチュア、ダンジョンまたは野外の戦場マップを作る厚紙製の分割ボード、オーダーとキャラクターの能力が書かれたカード、そしてダメージを表すためのカウンターが入っている。

## シリーズ
スティング・オブ・ロルス(Sting of Lolth)
ドラウ（ダークエルフ）がテーマのボックスセット。
ハート・オブ・コアミア(Heart of Cormyr)
ヒーローがテーマのボックスセット。
ティラニー・オブ・ゴブリンズ(Tyranny of Goblins)
ゴブリンがテーマのボックスセット。
カース・オブ・アンデス(Curse of Undeath)
アンデッドがテーマのボックスセット。
ブラッド・オブ・グルームシュ(Blood of Gruumsh)
オークがテーマのボックスセット。

## 評判
Penny ArcadeのBen Kucheraは「ダンジョン・コマンド」を、「ダンジョンズ&ドラゴンズへの世界を取り、内外に様々な程度にズームする」ウィザーズ・オブ・ザ・コーストの『実験への愛』の一例と呼んだ。WiredのDave Banksは「ダンジョン・コマンド」にこうコメントした：「これらのテンポの速い常に変化するゲームは、信じられないほどの楽しさとともに激しく満足する…そして彼らはあなたが過去にプレイした任意のD＆Dのゲームとは違っている。」